# Maria Sułkowska

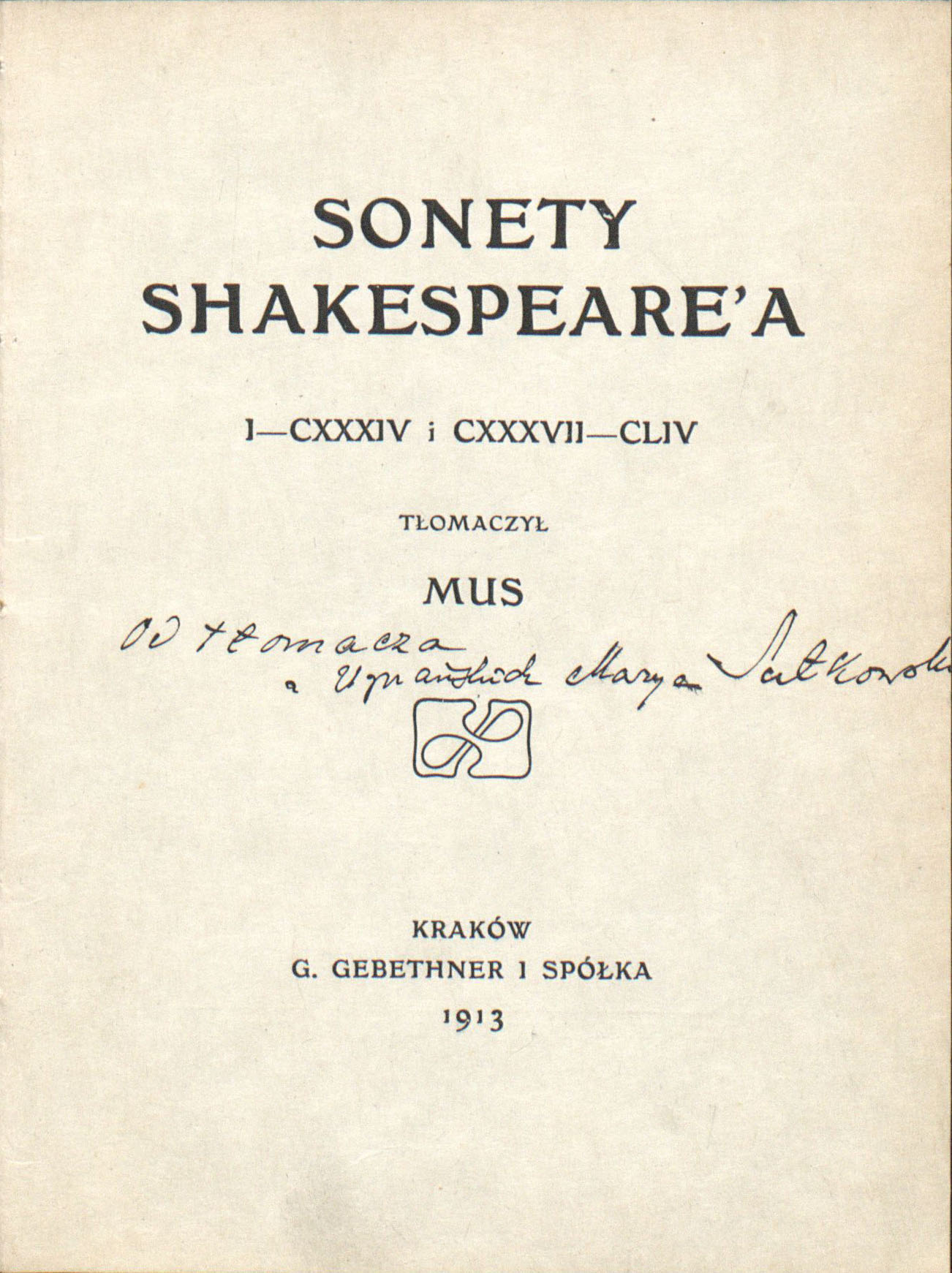
Strona tytułowa pierwszego polskiego wydania Sonetów Szekspira z autografem autorki

Maria Sułkowska (ur. 8 maja 1885 w Szaflarach, zm. 1943) – polska poetka, autorka pierwszego polskiego tłumaczenia całości sonetów Williama Szekspira.

## Życiorys
Jest autorką pierwszego polskiego tłumaczenia całości sonetów Williama Szekspira (autorka świadomie opuściła sonety 135 i 136, uważając je za nieprzetłumaczalne, ze względu na specyficzną grę słów, na język polski), opublikowanego w 1913 roku pod pseudonimem „MUS”. W 1917 roku opublikowała Tristan II. Wiersze ulotne i fragmenta. bez nazwiska autora.
Maria Uznańska herbu Jastrzębiec w dniu 1 grudnia 1903 roku w Szaflarach wyszła za mąż za księcia Aleksandra Sułkowskiego herbu Sulima, który zmarł w 1905 roku.